# Grytøya
Grytøya er en ø i Harstad kommune i Troms og Finnmark fylke i Norge. Øen ligger nord for Hinnøya omgivet af Toppsundet mod syd, Kvernsundet mod nord, Andfjorden mod vest og Vågsfjorden mod øst. 
Den har et areal på 107,74 km². Grytøya har en befolkning på 454 mennesker  (2012). Det højeste punkt er det 1.013 meter høje bjerg Nona. Indtil den 1. januar 2013 var 38 kvadratkilometer af nordsiden af øen en del af den tidligere Bjarkøy kommune. 
De største befolkningscentre på øen er fiskerlejet Grøtavær og bygderne Bessebostad og Fenes.   Fra Bjørnå går der bilfærge til Stornes på Hinnøya. Fra Vikran er det færgeforbindelse nordover til Sandsøya og Bjarkøya.  
Gartneriet på Grytøya blev grundlagt  i 1926 og leverer roser og potteplanter til Harstad-området og Vesterålen. En planteskole åbnede  i 1962.
I 1972 styrtede en Twin Otter på vej fra Bardufoss til Stokmarknes ned  i bjerget Litjetussen. 17 mennesker omkom ved ulykken.